# 우크라이나 국립미술관

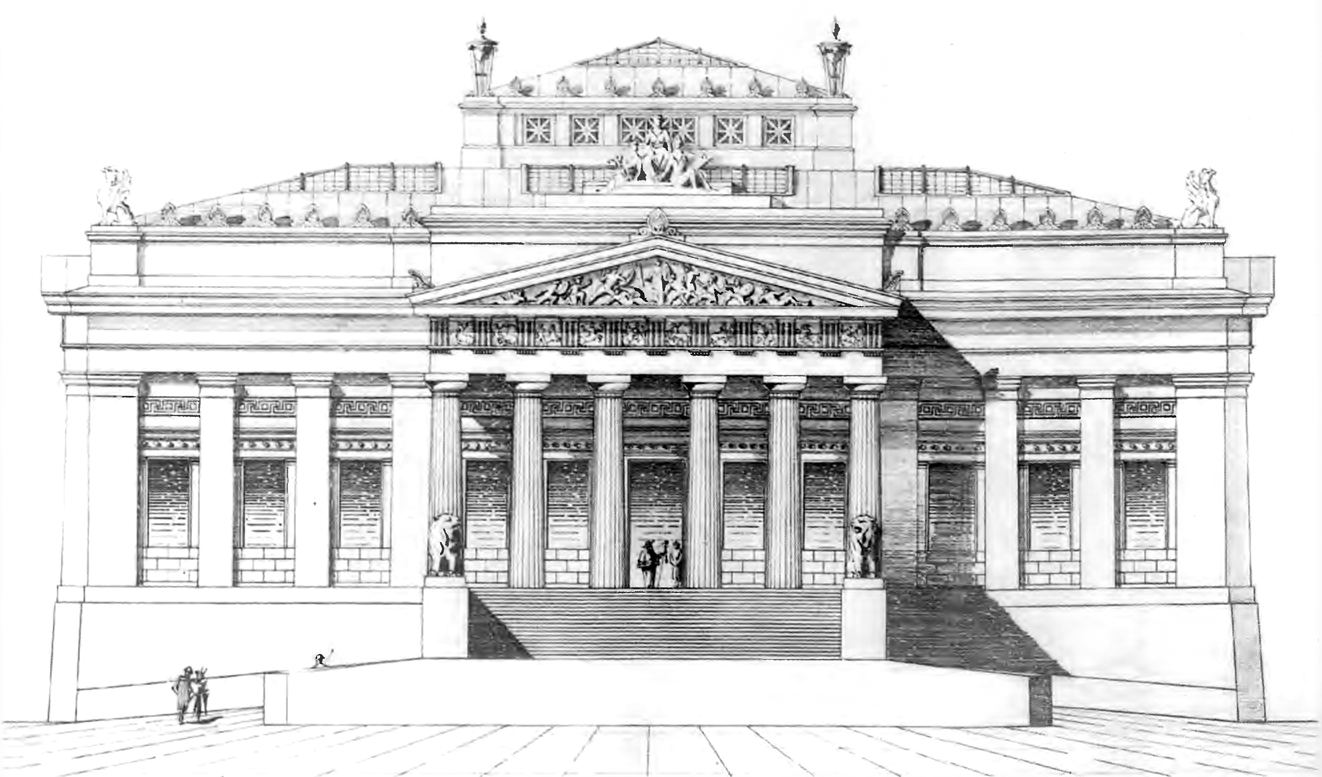

우크라이나 국립미술관(우크라이나어: Національний художній музей України)은 우크라이나 키이우에 위치한 미술관이다.